# グレイソン・グレイナー
グレイソン・ジェームズ・グレイナー（Grayson James Greiner, 1992年10月11日 - ）は、アメリカ合衆国サウスカロライナ州コロンビア出身の元プロ野球選手（捕手）。右投右打。

## 経歴

### プロ入りとタイガース時代
2014年のMLBドラフト3巡目（全体99位）でデトロイト・タイガースから指名され、プロ入り。契約後、傘下のA級ウェストミシガン・ホワイトキャップスでプロデビュー。26試合に出場して打率.322、2本塁打、16打点を記録した。
2015年はA+級レイクランド・フライングタイガースでプレーし、89試合に出場して打率.183、3本塁打、21打点を記録した。
2016年はA+級レイクランド、AA級エリー・シーウルブズ、AAA級トレド・マッドヘンズでプレーし、3球団合計で91試合に出場して打率.293、7本塁打、42打点、1盗塁を記録した。オフにはアリゾナ・フォールリーグに参加し、ソルトリバー・ラフターズに所属した。
2017年はAA級エリーとAAA級トレドでプレーし、2球団合計で103試合に出場して打率.237、14本塁打、44打点を記録した。オフの11月20日にルール・ファイブ・ドラフトでの流出を防ぐために40人枠入りした。
2018年は開幕をAAA級トレドで迎えた。5月4日にメジャー初昇格を果たし、6日のカンザスシティ・ロイヤルズ戦にて「8番・捕手」で先発出場してメジャーデビュー（結果は4打数1安打）。この年メジャーでは30試合に出場して打率.219、12打点を記録した。
2019年は前年まで正捕手だったジェームズ・マッキャンがノンテンダーFAとなり退団したため、正捕手のポジションを獲得するチャンスだったが、腰痛のため6月15日に負傷者リスト入り。メジャー復帰は9月となり、この年は58試合の出場にとどまった。
2020年以降は再びバックアップ捕手の役割に戻り、2020年は18試合、2021年は31試合に出場した。2021年オフの11月29日にFAとなった。

### ダイヤモンドバックス時代
2022年3月14日にアリゾナ・ダイヤモンドバックスとマイナー契約を結び、スプリングトレーニングに招待選手として参加することになった。5月19日にメジャー契約を結びアクティブ・ロースター入りした。しかし、この年は故障もあり、わずか2試合の出場に留まった。オフの11月10日にFAとなった。

### ツインズ傘下時代
2023年1月5日にミネソタ・ツインズとマイナー契約を結び、スプリングトレーニングに招待選手として参加することになった（同日中にAAA級セントポール・セインツに配属）。開幕前の3月24日に自由契約となった。

### ロッキーズ傘下時代
2023年3月26日にコロラド・ロッキーズとマイナー契約を結んだ。開幕はAAA級アルバカーキ・アイソトープスで迎え、20試合に出場し、打率.186、1本塁打、8打点を記録した。5月8日に自身のSNS上で現役引退を発表した。

## 詳細情報

### 年度別打撃成績
| 年 度    | 球 団    | 試 合 | 打 席 | 打 数 | 得 点 | 安 打 | 二 塁 打 | 三 塁 打 | 本 塁 打 | 塁 打 | 打 点 | 盗 塁 | 盗 塁 死 | 犠 打 | 犠 飛 | 四 球 | 敬 遠 | 死 球 | 三 振 | 併 殺 打 | 打 率 | 出 塁 率 | 長 打 率 | O P S |
| -------- | -------- | ----- | ----- | ----- | ----- | ----- | -------- | -------- | -------- | ----- | ----- | ----- | -------- | ----- | ----- | ----- | ----- | ----- | ----- | -------- | ----- | -------- | -------- | ----- |
| 2018     | DET      | 30    | 116   | 96    | 9     | 21    | 6        | 0        | 0        | 27    | 12    | 0     | 1        | 0     | 3     | 17    | 0     | 0     | 32    | 0        | .219  | .328     | .281     | .609  |
| 2019     | DET      | 58    | 224   | 208   | 18    | 42    | 5        | 1        | 5        | 64    | 19    | 0     | 0        | 1     | 1     | 13    | 0     | 1     | 70    | 5        | .202  | .251     | .308     | .559  |
| 2020     | DET      | 18    | 55    | 51    | 8     | 6     | 2        | 0        | 3        | 17    | 8     | 0     | 0        | 0     | 0     | 3     | 0     | 1     | 20    | 2        | .118  | .182     | .333     | .515  |
| 2021     | DET      | 31    | 82    | 72    | 7     | 17    | 4        | 0        | 1        | 24    | 7     | 0     | 0        | 1     | 0     | 9     | 0     | 0     | 31    | 0        | .236  | .321     | .333     | .654  |
| 2022     | ARI      | 2     | 8     | 6     | 0     | 1     | 0        | 0        | 0        | 1     | 0     | 0     | 0        | 0     | 0     | 2     | 0     | 0     | 3     | 0        | .167  | .375     | .167     | .542  |
| MLB：5年 | MLB：5年 | 139   | 485   | 433   | 42    | 87    | 17       | 1        | 9        | 133   | 46    | 0     | 1        | 2     | 4     | 44    | 0     | 2     | 156   | 7        | .201  | .275     | .307     | .582  |

### 年度別守備成績
| 年 度 | 球 団 | 捕手（C） | 捕手（C） | 捕手（C） | 捕手（C） | 捕手（C） | 捕手（C） | 捕手（C） | 捕手（C） | 捕手（C） | 捕手（C） | 捕手（C） |
| 年 度 | 球 団 | 試 合     | 刺 殺     | 補 殺     | 失 策     | 併 殺     | 守 備 率  | 捕 逸     | 企 図 数  | 許 盗 塁  | 盗 塁 刺  | 阻 止 率  |
| ----- | ----- | --------- | --------- | --------- | --------- | --------- | --------- | --------- | --------- | --------- | --------- | --------- |
| 2018  | DET   | 30        | 238       | 12        | 1         | 1         | .996      | 3         | 22        | 17        | 5         | .227      |
| 2019  | DET   | 58        | 478       | 23        | 5         | 2         | .990      | 4         | 51        | 38        | 13        | .255      |
| 2020  | DET   | 18        | 134       | 4         | 0         | 0         | 1.000     | 2         | 10        | 8         | 2         | .200      |
| 2021  | DET   | 31        | 201       | 7         | 2         | 0         | .990      | 3         | 20        | 15        | 5         | .250      |
| MLB   | MLB   | 137       | 1051      | 46        | 8         | 3         | .993      | 12        | 103       | 78        | 25        | .243      |

- 2021年度シーズン終了時

### 背番号
- 17（2018年 - 2021年）
- 14（2022年）